# John N. Gray
Pour les articles homonymes, voir John Gray et Gray.
 (juin 2020).
Si vous disposez d'ouvrages ou d'articles de référence ou si vous connaissez des sites web de qualité traitant du thème abordé ici, merci de compléter l'article en donnant les références utiles à sa vérifiabilité et en les liant à la section « Notes et références ».
John N. Gray, né le 17 avril 1948 à South Shields dans le comté de Tyne and Wear (Nord-Est de l'Angleterre), est un philosophe et essayiste britannique. Ancien titulaire de la chaire de philosophie européenne à la London School of Economics, il se consacre désormais à l'écriture.
John Gray contribue régulièrement au Guardian, au New Statesman et au supplément littéraire du Times. Il a écrit de nombreux livres de théorie politique, dont récemment Straw Dogs: Thoughts on Humans and Other Animals (2003) où il se montre particulièrement critique de la pensée humaniste qu'il considère comme la mère des idéologies religieuses. Gray estime que le libre arbitre, et donc la moralité, sont illusoires ; l'humanité, pour Gray, n'est jamais qu'une espèce animale qui a érigé la conquête des autres formes de vie en principe, détruisant par là son environnement naturel.

## Biographie
John Gray nait le 17 avril 1948 à South Shields dans le comté de Tyne and Wear.

### Carrière universitaire
Gray fait ses études à Oxford où il obtient un doctorat en « Philosophie, politique et économie ».
D'abord professeur associé en théorie politique à l'université de l'Essex, puis en sciences politiques au Jesus College d'Oxford, il devient professeur de sciences politiques à l'université d'Oxford. Professeur invité à l'université Harvard de 1985 à 1986, il enseigne dans de nombreux instituts universitaires anglo-saxons, dont l'université Yale en 1994. Il a occupé, jusqu'à sa retraite en 2008, la chaire de philosophie européenne de la LSE.

### De la nouvelle droite à l'écologie
Défenseur de la « nouvelle droite » incarnée  par le thatchérisme dans les années 1980, puis des « nouveaux travaillistes » du Labour dans les années 1990, Gray considère à présent que la dichotomie conventionnelle du spectre politique en gauche et droite ou entre démocratie sociale et démocratie conservatrice n'a plus de sens.
Bien connu pour ses travaux, depuis les années 1990, sur les relations complexes entre le « pluralisme de valeurs » et le « libertarisme » chez Isaiah Berlin, Gray est entré sur la scène philosophique par une controverse importante dans le débat politique anglo-américain. Bien que positionné plutôt à droite, ses critiques du néolibéralisme et du marché libéral mondialisé se font de plus en plus dures. Sa critique récente (Straw Dogs, 2003) des courants centraux de la pensée occidentale (tels que l'humanisme) l'a ainsi rapproché d'une idéologie « verte », et notamment de l'hypothèse Gaïa de James Lovelock. Reste que sa vision très pessimiste de l'humanité comme incapable de préserver l'environnement de la destruction qu'elle provoque le conduit à voir dans le XXIe siècle à venir un siècle de guerres, en particulier centrées sur la rivalité dans l'obtention des ressources naturelles.

### Contre le positivisme
Critique acharné du positivisme comtien, Gray cherche à montrer qu'aussi bien les communistes, les modernisateurs keynésiens de l'après Seconde Guerre mondiale et les théoriciens de la mondialisation sont tous de même animés par un crédo positiviste : « Pour Saint-Simon et pour Comte, la technologie, c'était les chemins de fer et les canaux fluviaux. Pour Lénine, c'était l'électricité. Pour les néolibéraux, c'est l'Internet. » La conviction que notre temps est enfin celui des modernes et que nous sommes les « derniers hommes », voilà ce qui, pour Gray, est une des pires illusions qu'entretient l'humanité sur elle-même. Les positivistes de tous temps n'ont cessé de se penser originaux, nouveaux, mais nous ne cessons d'en revenir au passé. L'idée des Lumières selon laquelle l'« Esprit » évoluerait en parallèle avec les technologies est pernicieuse. Le progrès dans le domaine des sciences relève du réel, mais qu'il y ait une telle chose comme un progrès spirituel est selon lui un pur mythe.

## Œuvre
- Mill on Liberty: A Defence (1983)
- Conceptions of Liberty in Political Philosophy (ed. with Zbigniew Pelczynski) (1984)
- Hayek on Liberty (1984)
- Liberalism (1986)
- Liberalisms: Essays in Political Philosophy (1989)
- J.S. Mill, "On Liberty": In Focus (ed. with G.W. Smith) (1991)
- Beyond the New Right: Markets, Government and the Common Environment (1993)
- Postliberalism: Studies in Political Thought (1993)
- Enlightenment's Wake: Politics and Culture at the Close of the Modern Age (1995)
- Isaiah Berlin (1995)
- Liberalism (2nd ed.) (1995)
- After Social Democracy: Politics, Capitalism and the Common Life (1996)
- Mill on Liberty: A Defence (2nd ed.) (1996)
- Endgames: Questions in Late Modern Political Thought (1997)
- Hayek on Liberty (3rd ed.) (1998)
- False Dawn: The Delusions of Global Capitalism (1998)
- Voltaire (1998)
- Two Faces of Liberalism (2000)
- Straw Dogs: Thoughts on Humans and Other Animals (2002)
- Al Qaeda and What it Means to be Modern (2003)
- Heresies: Against Progress and Other Illusions (2004)
- Black Mass: Apocalyptic Religion and the Death of Utopia (2007)
- Gray's Anatomy: Selected Writings (2009)
- The Immortalization Commission: Science and the Strange Quest to Cheat Death (2011)
- The Silence of Animals: On Progress and Other Modern Myths (2013)

Traduit en français : Le silence des animaux. Du progrès et autres mythes modernes, Les Belles Lettres, 2018
- The Soul of the Marionette: A Short Enquiry into Human Freedom (2015)
- Feline Philosophy: Cats and the Meaning of Life (2020)

Trad. Philosophie féline. Les chats et le sens de l'existence, Actes Sud, 2022 ; Rivages Poche, 2024